# Camerascope
Camerascope war ein 1955 eingeführtes anamorphotisches Filmaufnahmeverfahren
für 35-mm-Breitwandfilme.

## Hintergrund
Das populäre CinemaScope konnte in den 50er Jahren nur eingesetzt werden, wenn man Lizenzgebühren an 20th Century Fox bezahlte. Eine weitere Einschränkung für die Filmstudios bestand darin, dass nur Farbfilme gedreht werden durften. Damit verteuerten sich die Filmproduktion erheblich.
Die britische Adelphi Films griff nun auf das französische Cinépanoramic zurück, das eine Weiterentwicklung des anamorphotischen Systems von CinemaScope war. Bei der Filmaufnahme wurde das Bild in einem 2:1 Verhältnis gestaucht aufgenommen und während der Vorführung entzerrt auf die 2,35:1 Filmbreite vorgeführt. Der dafür nötige Anamorphot besaß im Gegensatz zu CinemaScope noch eine weitere Korrekturlinse, die auch Nahaufnahmen mit weniger starken Verzerrungen ermöglichten.
Das von der Adelphi Films in Camerascope benannte Verfahren wurde nur in einigen wenigen britischen Filmproduktionen eingesetzt.

## Filme in Camerascope
- 1955: You Lucky People
- 1956: Fun at St. Fanny’s
- 1957: Stars in Your Eyes